# Port de Pisco
Pisco, formal i oficialment el Terminal Portuario de Paracas i antigament Terminal Portuari General San Martín, és un port marítim de la costa central del Perú, al Pacífic sud-oriental, està situat a Punta Pejerrey, Districte de Paracas, Província de Pisco, Departament d'Ica. El 2018 el moviment portuari al port de Pisco va ser de 3.217 TEU ocupant la posició 105 a la llista d'activitat portuària de l'Amèrica Llatina i el Carib.
L'activitat portuària del Terminal Portuari General San Martín, té gran importància en les activitats pesqueres i agroindustrials, indústria metal·lúrgica i minera de la zona. Els productes que mobilitza estan relacionats amb el desenvolupament socioeconòmic dels departaments d'Ica, Ayacucho, Huancavelica i el nord d'Arequipa.
Per la seva proximitat al Terminal Portuari del Callao es projecta com a terminal complementari d'atracament, davant requeriments ocasionals d'embarcacions amb càrrega destinada a la capital de la república.

## Infraestructura
Compta amb un moll d'atracament directe del tipus marginal, amb una llargada de 525 metres i una amplada 20 metres. El tipus de construcció de la plataforma és de ciment armat i pilons d'acer.
A més té tres amarradors de 33 peus de profunditat i 175 metres de llarg.
El 2014 es va anunciar una despesa de 230 milionsUS$ per a modernitzar el port.